# Henry VIII (miniserie televisiva)
Henry VIII è una miniserie televisiva britannica del 2003 in due puntate,  diretta da Pete Travis.

## Trama
È la storia dell'Inghilterra ai tempi di Enrico VIII (1491-1547) e dei vari intrecci d'amore, di passione e di morte che egli visse e che lo condussero ad intraprendere i suoi vari matrimoni.

## Produzione
Prodotto dalle società Granada Television, Power, Powercorp e WGBH, la miniserie venne girata in varie città dell'Inghilterra, fra cui Arundel (Arundel Castle), Berkeley (Berkeley Castle), Leeds Castle, e gli interni nei Pinewood Studios.

## Distribuzione

### Date di uscita
Il film venne distribuito in varie nazioni, fra cui:
- Inghilterra, Henry VIII , 12 ottobre 2003
- Svezia, 7 luglio 2004
- Danimarca, 13 dicembre 2004
- Finlandia, Henrik VIII, 7 gennaio 2005
- Ungheria, VIII. Henrik , 17 gennaio 2005